# 사직 (역사)
사직(社稷)은 왕조에서 군주가 토지의 신인 사(社)에게 제사지내는 제단과, 곡식의 신인 직(稷)을 제사지내기 위해 만든 단을 함께 어우르는 말이다. 하늘의 신에게 제사지내는 천단(天壇)・땅의 신에게 제사지내는 지단(地壇)이나 왕실의 조상신에게 제사지내는 종묘(宗廟) 등과 함께 고대 중국의 국가 제사의 중추를 이루었으며, 후대에는 종묘와 함께 국가 그 자체를 의미하는 것으로 단어의 의미가 바뀌었다.
대한민국의 동명 중 사직동은 사직단이 있었던 것에서 유래한다.

## 개요
고대 중국에서 토지란 그곳으로부터 수확하는 작물이 국가의 기초가 된다고 여겨졌기에 마을마다 토지의 신과 오곡의 신을 제사지냈고, 나아가 고대 왕조가 발생하게 되면서 천하를 다스리는 군주가 국가의 제사를 행하게 되었고 국가 그 자체를 의미하게 되었다. 새로운 국가가 수립은 사직의 제단과 종묘의 설치를 수반했는데, 제왕의 도읍에는 왼쪽에 태조(太祖)라 불리는 선조(先祖)의 사당인 종묘를, 오른쪽에는 토지의 신에게 제사지내는 단인 사직(社稷)을 세운다는 것으로 고대 주(周) 시대에 처음 수립된 것이다. 현재 전하는 사직 대부분이 이러한 형식을 따라 배치되었다.
사직에서 군주는 바람의 순조로움과 비의 적절함, 오곡의 풍작을 기원했다. 《논어》(論語) 팔일(八佾)21에는 애공(哀公)이 공자(孔子)의 제자인 재아에게 사(社)에 대해서 물었을 때 재아가 "하후씨(夏后氏)는 소나무를 심었고, 은(殷) 사람들은 측백나무를 심었고, 주 사람들은 밤나무를 심었다"고 말하는 부분이 있다. 직은 농작물의 신으로 후직(后稷)이라고 하여, 고대 주 왕조의 조상이기도 했는데, 주대에는 사와 직을 함께 세워 숭배하고 합쳐서 사직이라고 불렀다. 주의 천자(天子)는 매년 동지(冬至)와 하지(夏至) 두 번에 걸쳐 사직에 제사하게 했다. 사직은 야외에 지어진 제단이었고 그 제사도 야외에서 행해졌다. 사직은 왕궁의 서쪽, 종묘는 왕궁의 동쪽에 지어져서, 양자는 국가의 상징이 되었다. 종사(宗社)는 종묘사직(宗廟社稷)을 줄여 부르는 말이다. 중국에서는 전쟁에 이기면 그 승전국이 패전국의 사직을 파괴했고, 주변의 숲을 베어내어 하늘과의 연결고리를 끊고 전 왕조의 사당과 무덤을 파괴하여 그 제사마저 없애버렸기에, 종묘와 사직이 사라지는 자체가 국가의 멸망을 의미하는 것이었다.
《주례》(周禮)·소종백(小宗伯)에는 "(소종백의 직책은) 나라의 신위 세우는 것을 맡아, 오른쪽에는 사직, 왼쪽에는 종묘로 네 곳의 교외에서 오제를 제사한다(掌建國之神位, 右社稷, 左宗廟, 兆五帝于四郊)"고 하는 구절이 있는데, 국가의 군주는 사직의 주인(社稷主)이라고도 칭했다. 천자는 천하의 주인(天下主)을 칭했고, 다시 말해 사직의 주인이라는 이름은 곧 제후(侯), 천하의 주인이라고 하면 곧 왕(王)을 의미했다. 《도덕경》(道德經) 제78장에는 "나라의 더러움을 감수하는 자는 사직의 주인이라 하고, 나라의 상서롭지 못한 자를 감수하는 자는 천하의 주인이라(受國之垢, 是謂社稷主, 受國不祥, 是謂天下主)."라는 구절이 있다.

## 같이 보기
- 종묘
- 사직단
- 서울 사직단